# Servei Forestal de la Generalitat de Catalunya (1932-1939)
El Servei Forestal de la Generalitat de Catalunya és l'estructura administrativa en que s'organitzava l'Administració forestal de la Generalitat de Catalunya, a partir de l'any 1932, i fins a l'any 1939.
El 25 de gener de 1932, la Generalitat de Catalunya va convertir el Servei Forestal del Patronat de la Muntanya del Montseny, en el Servei Forestal de la Generalitat de Catalunya. Amb competència en tots els serveis tècnics que afectin al foment, conservació i millora de la riquesa forestal dintre el territori de Catalunya, la creació de nous parcs naturals, la conservació dels existents i els serveis de caça i pesca.
Exercia l'acció de la Generalitat en matèria de boscos, però cal tenir en compte que posteriorment, per l'Estatut d'Autonomia de Catalunya de 1932 (publicat a la Gaceta de Madrid, el 21 de setembre de 1932), la Generalitat de Catalunya tenia competències en bases mínimes de boscos i serveis forestals. Aquestes van quedar condicionades per la Constitució Espanyola de 1931, de manera que la seva acció va quedar limitada als boscos de la Generalitat i parcialment sobre els boscos de particulars. Els boscos d'utilitat pública i els monts subjectes als Districtes forestals continuaven reservats a l'Estat espanyol, tot i que estava prevista la seva transferència, fet que no es va produir mai.
Durant la segona república espanyola hi havia diferents administracions forestals (de l'Estat i la Generalitat) a Catalunya, l'1 de setembre de 1936 es va constituir en Administració forestal única a Catalunya, a càrrec de la Generalitat de Catalunya amb control, per mitjà de del Servei Forestal de la Generalitat de Catalunya, de tots els serveis de la Direcció General de Monts, Pesca i Caça, de la República Espanyola, que radicaven al territori de Catalunya. És el cas dels Districtes Forestals, el Servei Hidrològic-Forestal de la Nació i l'incipient Patrimoni Forestal de l'Estat (creat tot just a la tardor de l'any 1935) que seran controlats pel Servei Forestal de la Generalitat de Catalunya.

## Adscripció
Quan es crea la Generalitat de Catalunya es fa sobre l'estructura administrativa de la Diputació de Barcelona, fins a la seva organització pròpia el Servei Forestal va quedar en l'estructura heretada provincial, adscrita a la Secció de Foment.
Quan es crea l''organització administrativa de la Generalitat, s'inicia amb un Consell d'Agricultura, Ramaderia i Boscos (format per 23 persones, inclòs el President de la Generalitat) que va determinar que el Servei Forestal es constitueix dins de la Conselleria d'Agricultura, com un servei dins de la Direcció General d'Agricultura.
Adscrit al Departament d'Agricultura, Departament que va tenir diferents noms al llarg del període, i enquadrat amb altres departaments.

## Organització
El Servei Forestal es constitueix com a direcció, encapçalat per un Enginyer de Monts, amb el càrrec de Enginyer Director del Servei Forestal. Durant el període de vigència n'hi va haver 2 Directors: Jesús Maria Yraola i Palomeque (fins al 20 d'octubre de 1932) i Josep Maria Coll Ortega (des del 20 d'octubre de 1932 i fins al final).
Depenien del Servei Forestal, diferents facultatius i personal administratiu, així com el Cos d'Auxiliars de Boscos, funcionaris de guarderia forestal pròpia de la Generalitat de Catalunya, equivalent a l'actual Cos d'Agents Rurals.
Es va dotar (tard, el gener de 1938, en plena Guerra Civil Espanyola) d'un Reglament Orgànic del Servei Forestal que determina l'organització de forma completa i detallada.

## Estructura territorial del Servei Forestal de la Generalitat

### Seu
La seu del Servei Forestal de la Generalitat era a Barcelona, a l'avinguda Laietana, 26, 2n. Actualment, aquesta adreça és la seu del Departament de Governació, Administracions Públiques i Habitatge de la Generalitat de Catalunya.

### Representació territorial
Es va preveure un desplegament al territori amb una xarxa d'oficines comarcals del Servei Forestal, xarxa que estava previst implantar coincidint amb la recepció dels traspassos competencials (fet que no va arribar a passar). El projecte comptava amb les següents oficines comarcals: Barcelona, Girona, Lleida, Manresa, Seu d'Urgell, Tarragona, Tortosa i Tremp.
Al llarg del període de vigència del Servei Forestal, es va constituir, durant el bienni negre, únicament una oficina comarcal, la de Girona:
| Oficina comarcal | Demarcació territorial | Data Creació | Data supressió |
| ---------------- | --- | ------------ | -------------- |
| Girona           | Municipis de La Garrotxa, Alt Empordà, Baix Empordà i La Selva, i també els municipis inclosos en zones declarades sureres pel Decret del 21 de març de 1934 | 02/07/1935   | 12/04/1936     |

El responsable de l'oficina comarcal de Girona va ser l'enginyer de forests Josep Lluís Vives i Comallonga, un referent forestal a les comarques gironines. Comptava també amb un ajudant, i el personal auxiliar tècnic, administratiu i de guarda necessari. La seva creació va comportar la suspensió de la Comissió Surera (per tal de precedir la seva reorganització).

### Viver de planta
Una de les prioritats que es va marcar el Servei Forestal fou l'increment de les masses d'arbrat, amb aquesta finalitat es disposava d'un viver central de planta annex a la granja de Caldes de Montbui (Vallès Oriental). La producció de llavors i plançons que s'obtenia era cedida gratuïtament (només calia abonar els envasos i embalatges) als propietaris interessats en repoblar.

## Acció
Entre les diferents accions documentades, en destaca la repoblació forestal. Efectuada en diferent llocs de Catalunya, pròxims a poblacions. També es va fer difusió de bones pràctiques i de prevenció, amb cartells.